# Sainte-Croix (Dordonha)
Sainte-Croix é uma comuna francesa na região administrativa da Nova Aquitânia, no departamento Dordonha. Estende-se por uma área de 13,43 km². Em 2010 a comuna tinha 87 habitantes (densidade: 6,5 hab./km²).